# Olympische Sommerspiele 1928/Leichtathletik – 110 m Hürden (Männer)
Der 110-Meter-Hürdenlauf der Männer bei den Olympischen Spielen 1928 in Amsterdam wurde am 31. Juli und 1. August 1928 im Olympiastadion Amsterdam ausgetragen. 41 Athleten nahmen teil.
Olympiasieger wurde der Südafrikaner Sidney Atkinson vor dem US-Amerikaner Stephen Anderson. Bronze ging an John Collier, ebenfalls aus den USA.

## Rekorde

### Bestehende Rekorde
| Weltrekord         | 14,8 s | Earl Thomson ( USA)         | OS Antwerpen, Belgien | 18. August 1920    |
| Weltrekord         | 14,8 s | Sten Pettersson ( Schweden) | Stockholm, Schweden   | 18. September 1927 |
| Olympischer Rekord | 14,8 s | Earl Thomson ( USA)         | OS Antwerpen, Belgien | 18. August 1920    |

### Rekordverbesserung
Der bestehende Olympia- und Weltrekord wurde dreimal eingestellt und einmal verbessert.
- Weltrekordegalisierungen:
  - 14,8 s – George Weightman-Smith (Südafrika), dritter Vorlauf am 31. Juli
  - 14,8 s – Leighton Dye (USA), erstes Halbfinale am 31. Juli
  - 14,8 s – Stephen Anderson (USA), zweites Halbfinale am 31. Juli
- Weltrekordverbesserung:
  - 14,6 s – George Weightman-Smith (Südafrika), drittes Halbfinale am 31. Juli

## Durchführung des Wettbewerbs
Die Läufer traten am 31. Juli zu neun Vorläufen an. Die jeweils zwei besten Läufer – hellblau unterlegt – qualifizierten sich für das Halbfinale am gleichen Tag. Auch aus den drei Vorentscheidungen kamen die jeweils zwei besten Läufer – ebenfalls hellblau unterlegt – in das Finale, das am 1. August gestartet wurde.

## Vorläufe
Datum: 31. Juli 1928
Es sind nicht alle Zeiten überliefert.

### Vorlauf 1
| Platz | Name             | Nation           | Zeit   | Anmerkung |
| ----- | ---------------- | ---------------- | ------ | --------- |
| 1     | Gabriel Sempé    | Frankreich       | 15,0 s |           |
| 2     | Otakar Jandera   | Tschechoslowakei | k. A.  |           |
| 3     | Armand Lepaffe   | Belgien          | k. A.  |           |
| 4     | Lothar Albrich   | Rumänien         | k. A.  |           |
| DSQ   | Valerio Vallanía | Argentinien      |        |           |

### Vorlauf 2
| Platz | Name             | Nation                | Zeit   | Anmerkung |
| ----- | ---------------- | --------------------- | ------ | --------- |
| 1     | Carl Ring        | USA                   | 15,0 s |           |
| 2     | Johannes Viljoen | Südafrikanische Union | k. A.  |           |
| 3     | Ludwig Vesely    | Österreich            | k. A.  |           |
| 4     | Arie Kaan        | Niederlande           | k. A.  |           |
| 5     | Otto Schöpp      | Rumänien              | k. A.  |           |

### Vorlauf 3
| Platz | Name                   | Nation                | Zeit   | Anmerkung |
| ----- | ---------------------- | --------------------- | ------ | --------- |
| 1     | George Weightman-Smith | Südafrikanische Union | 14,8 s | WRe       |
| 2     | Robert Marchand        | Frankreich            | k. A.  |           |
| 3     | Albert Andersson       | Schweden              | k. A.  |           |
| 4     | Wilfred Kalaugher      | Neuseeland            | k. A.  |           |

### Vorlauf 4
| Platz | Name             | Nation             | Zeit   | Anmerkung |
| ----- | ---------------- | ------------------ | ------ | --------- |
| 1     | Stephen Anderson | USA                | 15,0 s |           |
| 2     | Eric Wennström   | Schweden           | k. A.  |           |
| 3     | Alister Clark    | Irischer Freistaat | k. A.  |           |
| 4     | Douglas Neame    | Großbritannien     | k. A.  |           |

### Vorlauf 5
| Platz | Name             | Nation                | Zeit   | Anmerkung |
| ----- | ---------------- | --------------------- | ------ | --------- |
| 1     | Leighton Dye     | USA                   | 15,0 s |           |
| 2     | Sidney Atkinson  | Südafrikanische Union | k. A.  |           |
| 3     | Erik Kjellström  | Schweden              | k. A.  |           |
| 4     | Arie van Leeuwen | Niederlande           | k. A.  |           |

### Vorlauf 6
| Platz | Name                | Nation          | Zeit   | Anmerkung |
| ----- | ------------------- | --------------- | ------ | --------- |
| 1     | Bernard Lucas       | Großbritannien  | 15,2 s |           |
| 2     | Johannes Steinhardt | Deutsches Reich | k. A.  |           |
| 3     | Alfredo Ugarte      | Chile           | k. A.  |           |
| 4     | René Joannes-Powell | Belgien         | k. A.  |           |

### Vorlauf 7
| Platz | Name            | Nation             | Zeit   | Anmerkung |
| ----- | --------------- | ------------------ | ------ | --------- |
| 1     | John Collier    | USA                | 15,0 s |           |
| 2     | Bengt Sjöstedt  | Finnland           | 15,0 s |           |
| 3     | Giacomo Carlini | Königreich Italien | 15,9 s |           |
| 4     | Jan Britstra    | Niederlande        | k. A.  |           |

### Vorlauf 8
| Platz | Name                  | Nation         | Zeit   | Anmerkung |
| ----- | --------------------- | -------------- | ------ | --------- |
| 1     | Fred Gaby             | Großbritannien | 15,2 s |           |
| 2     | Sten Pettersson       | Schweden       | k. A.  |           |
| 3     | Alf Watson            | Australien     | k. A.  |           |
| 4     | Evangelos Moiropoulos | Griechenland   | 15,6 s |           |
| 5     | Louis Lundgren        | Dänemark       | 15,7 s |           |
| 6     | Wojciech Trojanowski  | Polen          | 16,0 s |           |

### Vorlauf 9
| Platz | Name                | Nation          | Zeit   | Anmerkung |
| ----- | ------------------- | --------------- | ------ | --------- |
| 1     | Yoshio Miki         | Japan           | 15,4 s |           |
| 2     | David Burghley      | Großbritannien  | k. A.  |           |
| 3     | Lau Spel            | Niederlande     | k. A.  |           |
| 4     | Abdul Hamid         | Britisch-Indien | k. A.  |           |
| 5     | José Palhares Costa | Portugal        | k. A.  |           |

## Halbfinale

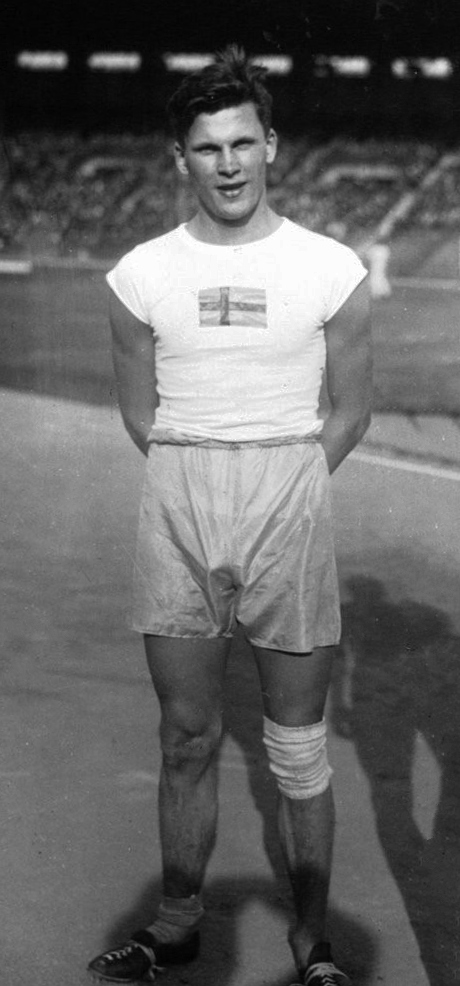
Eric Wennström – ausgeschieden als Dritter im ersten Halbfinale
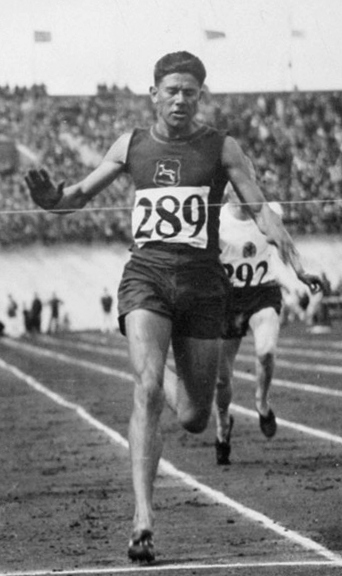
Johannes Viljoen – ausgeschieden als Fünfter im ersten Halbfinale

Datum: 31. Juli 1928
Es sind nicht alle Zeiten überliefert.

### Lauf 1
| Platz | Name                | Nation                | Zeit   | Anmerkung |
| ----- | ------------------- | --------------------- | ------ | --------- |
| 1     | Leighton Dye        | USA                   | 14,8 s | WRe       |
| 2     | Fred Gaby           | Großbritannien        | 14,9 s |           |
| 3     | Eric Wennström      | Schweden              | 14,9 s |           |
| 4     | Johannes Steinhardt | Deutsches Reich       | 15,3 s |           |
| 5     | Johannes Viljoen    | Südafrikanische Union | 15,4 s |           |
| 6     | Yoshio Miki         | Japan                 | k. A.  |           |

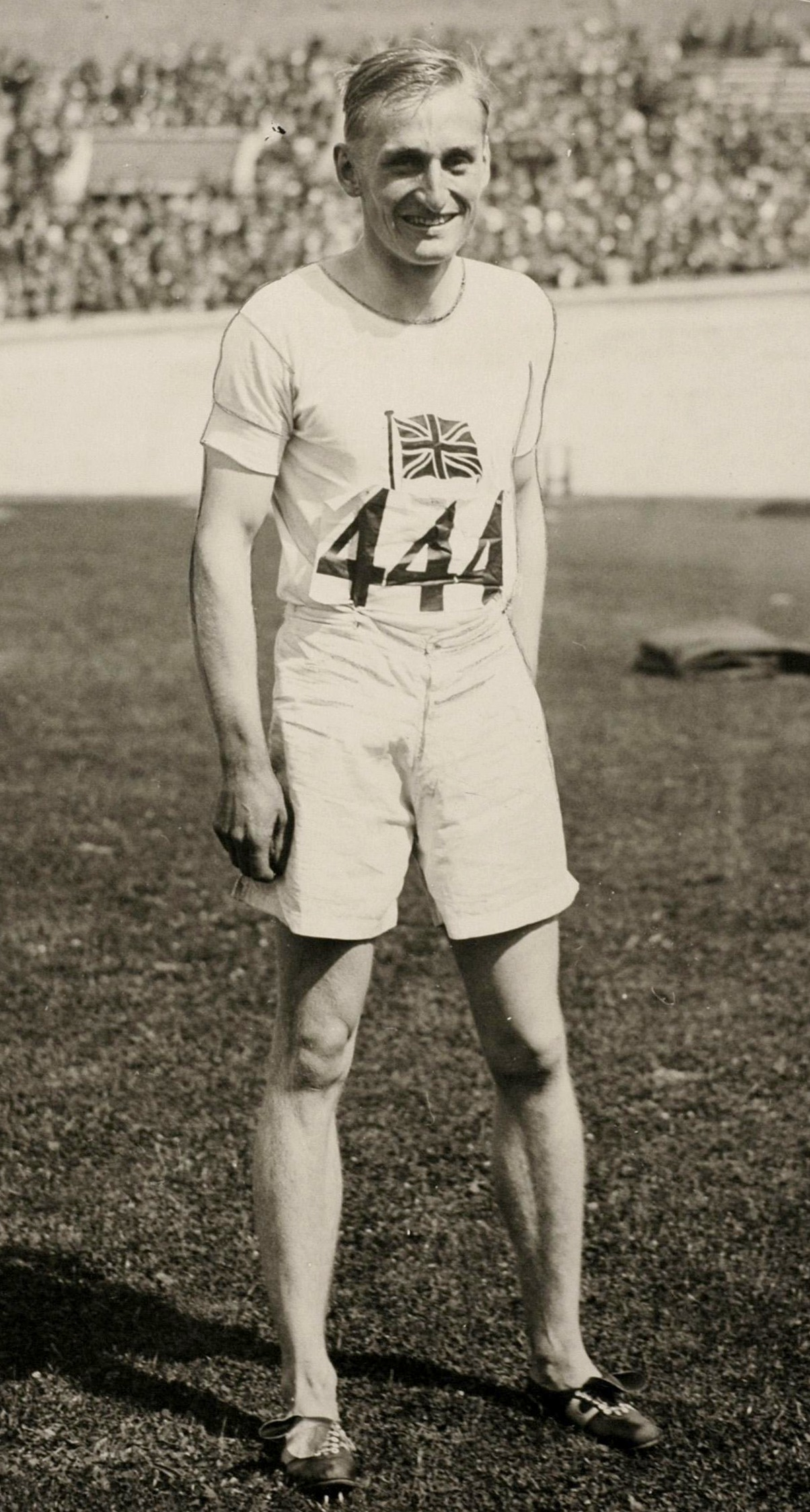
David Burghley – ausgeschieden als Dritter im zweiten Halbfinale
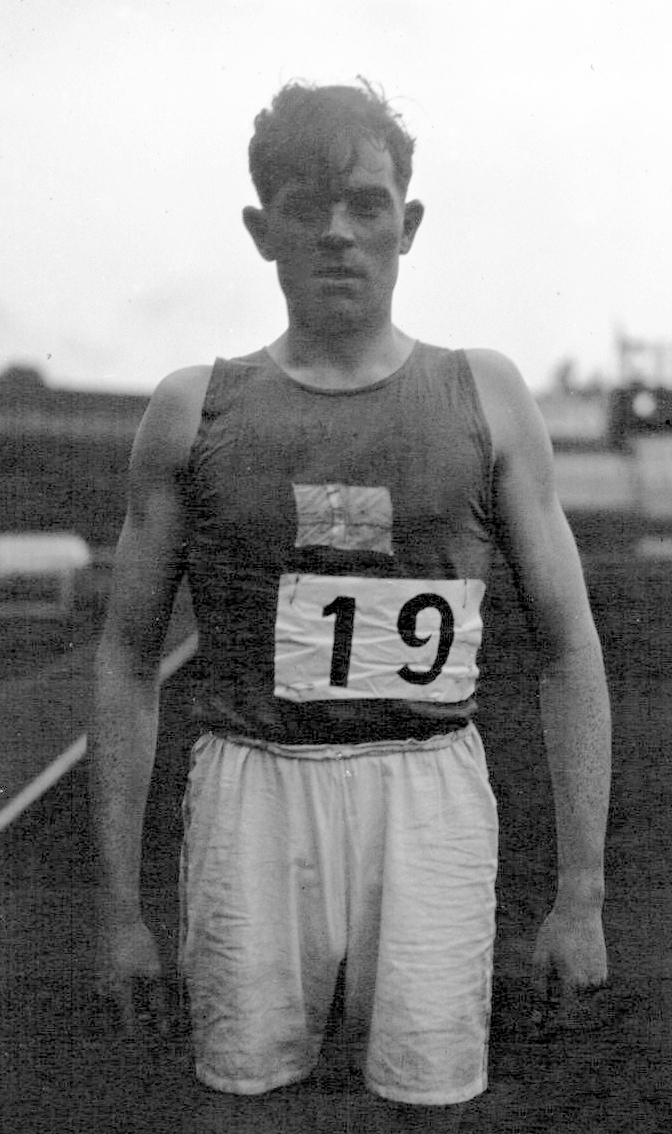
Bengt Sjöstedt – ausgeschieden als Vierter im zweiten Halbfinale
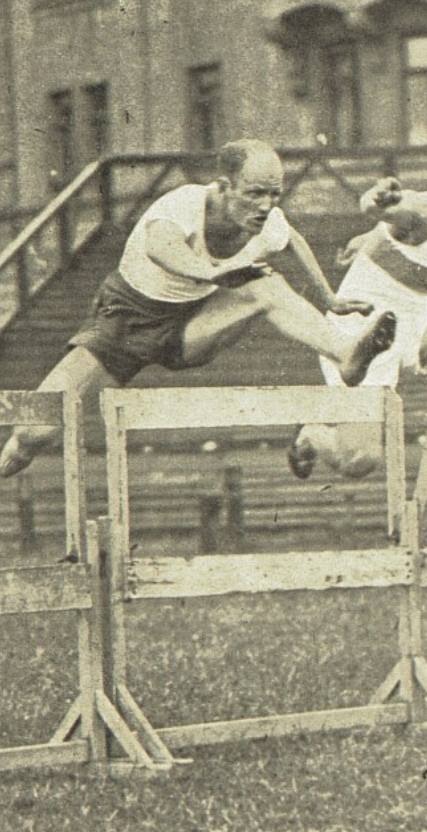
Otakar Jandera – ausgeschieden als Sechster im zweiten Halbfinale

### Lauf 2
| Platz | Name             | Nation                | Zeit   | Anmerkung |
| ----- | ---------------- | --------------------- | ------ | --------- |
| 1     | Stephen Anderson | USA                   | 14,8 s | WRe       |
| 2     | Sidney Atkinson  | Südafrikanische Union | 14,9 s |           |
| 3     | David Burghley   | Großbritannien        | 15,0 s |           |
| 4     | Bengt Sjöstedt   | Finnland              | 15,1 s |           |
| 5     | Robert Marchand  | Frankreich            | k. A.  |           |
| 6     | Otakar Jandera   | Tschechoslowakei      | k. A.  |           |

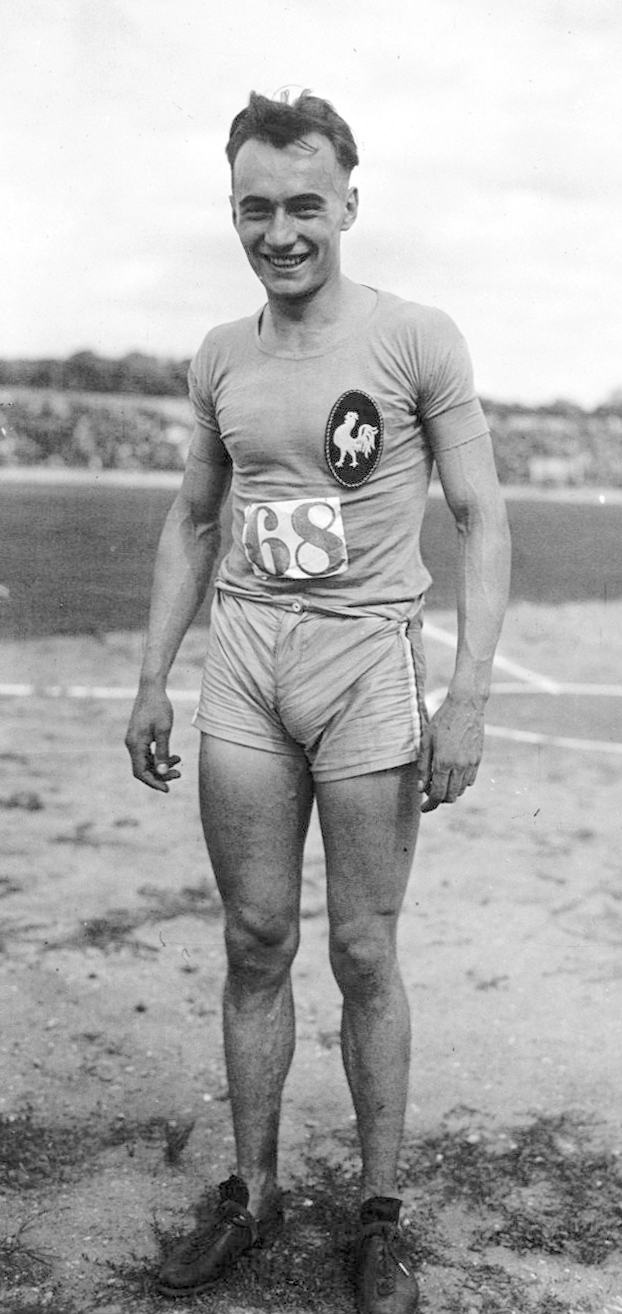
Gabriel Sempé – ausgeschieden als Fünfter im dritten Halbfinale

### Lauf 3
| Platz | Name                   | Nation                | Zeit   | Anmerkung |
| ----- | ---------------------- | --------------------- | ------ | --------- |
| 1     | George Weightman-Smith | Südafrikanische Union | 14,6 s | WR        |
| 2     | John Collier           | USA                   | 14,8 s |           |
| 3     | Sten Pettersson        | Schweden              | 15,0 s |           |
| 4     | Carl Ring              | USA                   | k. A.  |           |
| 5     | Gabriel Sempé          | Frankreich            | k. A.  |           |
| 6     | Bernard Lucas          | Großbritannien        | k. A.  |           |

## Finale
Datum: 1. August 1928
| Platz | Name                   | Nation                | Zeit   | Anmerkung |
| ----- | ---------------------- | --------------------- | ------ | --------- |
| 1     | Sidney Atkinson        | Südafrikanische Union | 14,8 s |           |
| 2     | Stephen Anderson       | USA                   | 14,8 s |           |
| 3     | John Collier           | USA                   | 14,9 s |           |
| 4     | Leighton Dye           | USA                   | 14,9 s |           |
| 5     | George Weightman-Smith | Südafrikanische Union | 15,0 s |           |
| 6     | Fred Gaby              | Großbritannien        | 15,2 s |           |

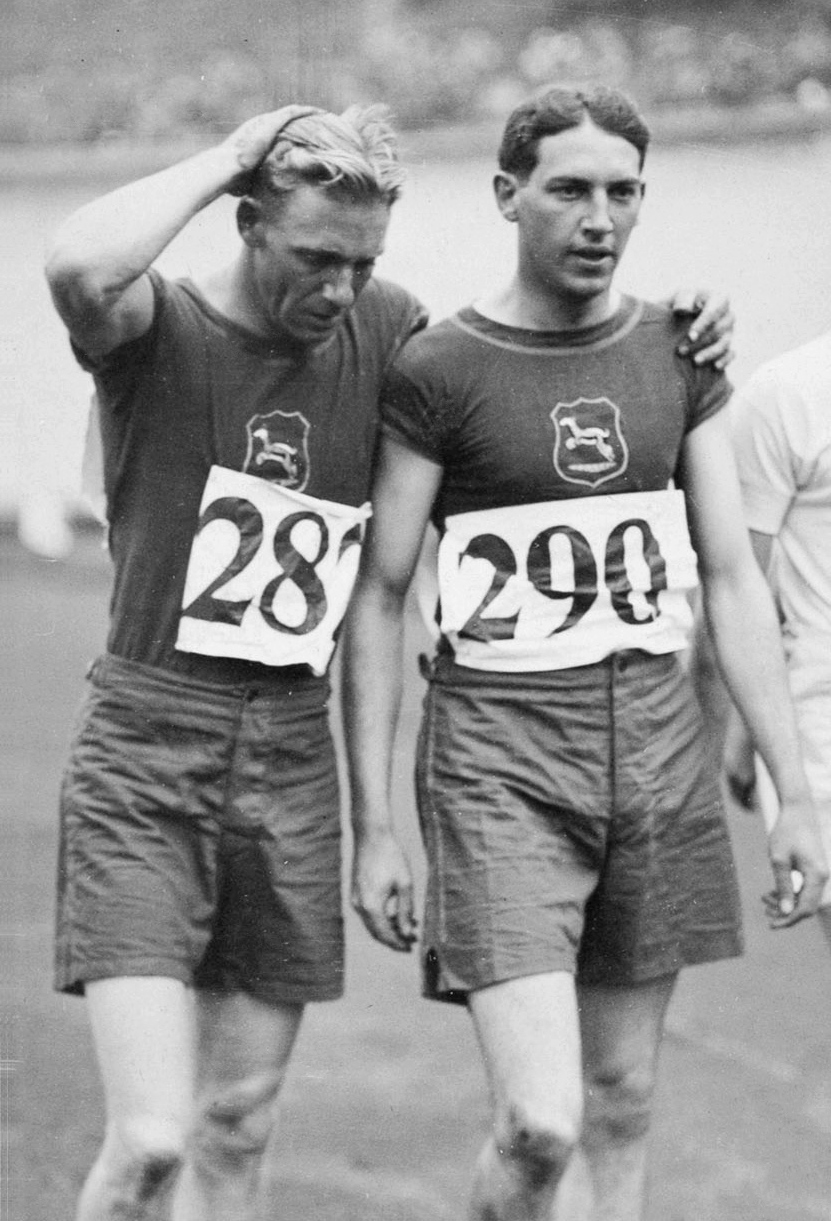
Der südafrikanische Olympiasieger Sidney Atkinson (links) zusammen mit seinem fünftplatzierten Landsmann George Weightman-Smith

Wie in den Sprints gab es über 110 Meter Hürden keinen ausgemachten Favoriten. Im Zwischenlauf hatte der Südafrikaner George Weightman-Smith mit 14,6 s einen neuen Weltrekord aufgestellt. Er hatte jedoch großes Pech mit der Bahnverteilung. Normalerweise wurde die durch Regen sowie zahlreiche Rennen auf den Mittel- und Langstrecken aufgeweichte Innenbahn bei den Rennen mit Bahnverteilung freigelassen. Für diesen Wettbewerb hatten die Helfer dort jedoch versehentlich Hürden aufgestellt. Ausgerechnet diese Bahn bekam Weightman-Smith zugelost. So ging er mit erheblichem Nachteil ins Rennen, stieß noch gegen eine Hürde und war letztendlich chancenlos. Mit 15,0 s erreichte er Platz fünf.
Den schnellsten Start erwischte John Collier, doch schon bald wurde er von Sidney Atkinson und Stephen Anderson überholt. Atkinson, der vier Jahre zuvor in Paris bereits die Silbermedaille gewonnen hatte, ließ sich nicht mehr von der Spitze verdrängen und wurde Olympiasieger. Knapp dahinter belegten die beiden US-Amerikaner Stephen Anderson und John Collier die Plätze zwei und drei.

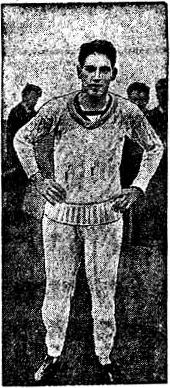
Der am Ende fünftplatzierte George Weightman-Smith hatte im dritten Halbfinale einen neuen Weltrekord aufgestellt
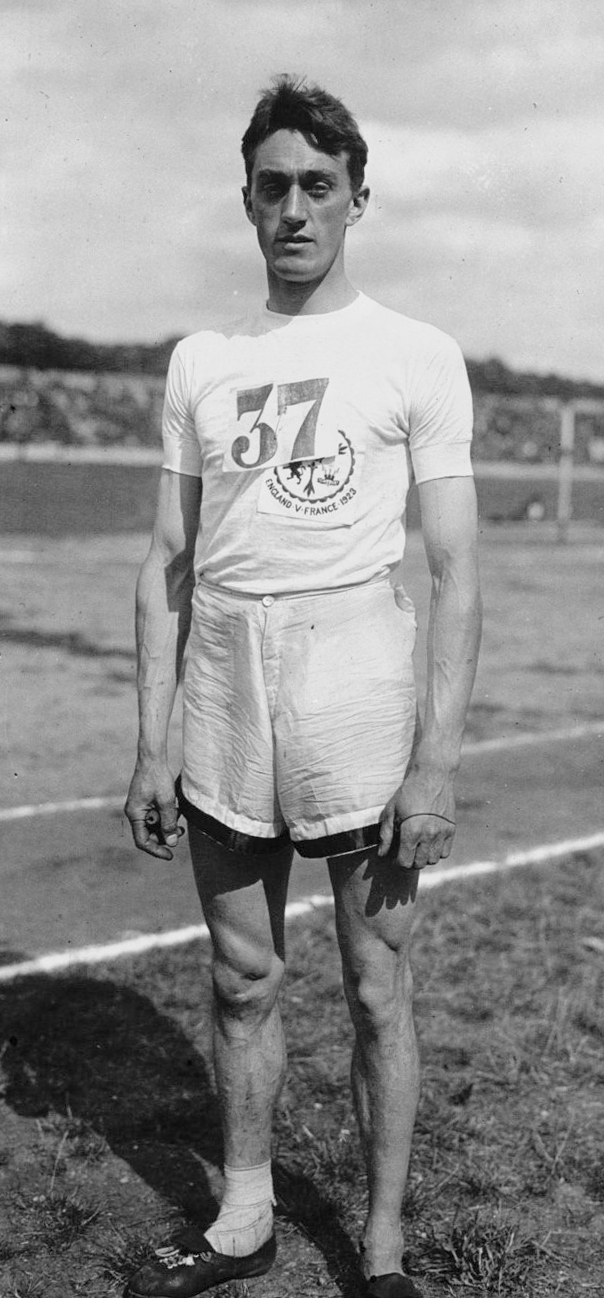
Fred Gaby belegte im Finale Rang sechs